# Пітер Хадсон

Адмірал Хадсон

Пітер Хадсон — (англ.Peter Derek Hudson) — британський військовий діяч, віце-адмірал Королівських ВМС Великої Британії. З 2012 року командувач ОК ВМС НАТО

## Біографія
Народився у 1961 р. в Манчестері, в 10 років переїхав до околиці Честерфілда. У 1979 р. закінчив школу Netherthorpe в м Стевілі (Дербішир).
Відтоді для Пітера Хадсона закінчилось цивільне життя. З 1980 до 1988 року П. Хадсон здобуває військову освіту, отримавши в кінці фах навігатора.
У військово-морських силах адмірал Хадсон служить 32 роки, з них 25 безпосередньо на кораблях Королівських ВМС (на посаді командира чи старшого офіцера).
Пітер Хадсон очолював вищі командні посади у ВМС Великої Британії(у 2009–2011 командувач морськими силами Сполученого Королівства). У 2009 р. операційний командир ВМС ЄС, в компетенці. входили питання безпеки судноплавства та боротьба з піратством, зокрема біля узбережжя Сомалі.
З 2012 р. командувач ОК ВМС НАТО.

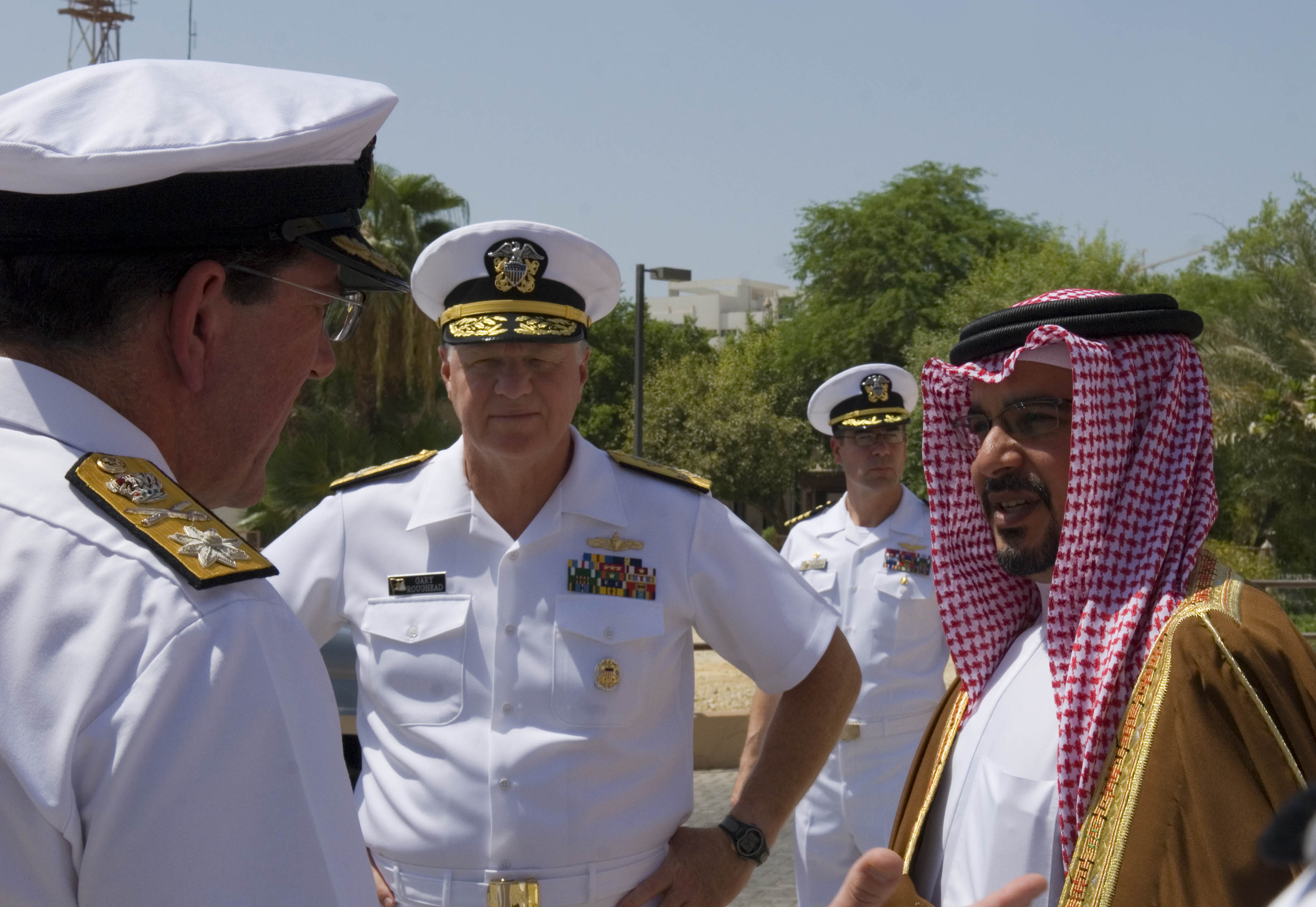
Пітер Хадсон, адмірал Гері Роухед (ВМС США) спілкуються з принцом Бахрейну Салманом Халіфом бін Альмадом аль Халіфом. 11 серпня 2008 р.

Має дружину Лінду (лікар за фахом) та двох синів. Проживають в Чичестері (Західний Сассекс). Хобі: крікет, гірські прогулянки, вітрильний спорт.

## Судна, де проходив службу Пітер Хадсон
тральщик HMS Cottesmore (M32)

фрегат HMS Norfolk (F230)

десантно-гелікоптерний корабель-док HMS Albion (L14)

## Нагороди
| Стрічка | Назва                     |
|         | Орден Британської імперії |

Має ступінь почесного доктора Університету Дербі.